# Pedioscopus septemmaculatus
Pedioscopus septemmaculatus är en insektsart som beskrevs av Maldonado-capriles 1972. Pedioscopus septemmaculatus ingår i släktet Pedioscopus och familjen dvärgstritar. Inga underarter finns listade i Catalogue of Life.